# 오 마이 갓 (드라마)
《오 마이 갓》은 SBS 플러스에서 방송된 리얼시트콤이다.

## 등장 인물

### 주요

#### 시즌 1
- 박준금 : 박준금 역 - 중년 부부네 아내 (1 ~ 13회)
- 이병준 : 이병준 역 - 중년 부부네 남편
- 이응경 : 이응경 역 - 중년 부부네 아내 (14회투입)[5]
- 김예원 : 이예원 역 - 중년 부부네 외동딸 (1 ~ 13회)
- 이예영 : 이예영 역 - 중년 부부네 외동딸 (14회투입)[6]
- 원기준 : 원기준 역 - 신혼 부부네 남편 (1 ~ 27회)
- 김세인 : 김세인 역 - 신혼 부부네 아내 (1 ~ 17회)
- 황보 : 혜정 역 - 신혼 부부네 아내 (18 ~ 27회)[7]
- 조민서 : 조민서 역 - 신혼 부부네 아내 (28회투입)[8]
- 서우진 : 서우진 역 - 신혼 부부네 남편 (28회투입)[9]

#### 시즌 2
- 이병준 : 이병준 역 - 중년 부부네 남편
- 송채환 : 송채환 역 - 중년 부부네 아내[10]
- 서우진 : 서우진 역 - 신혼 부부네 남편 (1 ~ 18회)
- 진보라 : 진보라 역 - 신혼 부부네 아내[11] (1 ~ 18회)
- 이부영 : 이병준의 직장 상사인 상무 역
- 강성민 : 강성민 역 - 신혼 부부네 남편 (19회회투입)[12]
- 하주희 : 하주희 역 - 신혼 부부네 아내 (19회회투입)[12]

### 그외

#### 시즌 1
- 이찬희 : 예영의 남친 역[13]
- 이부영 : 이병준의 직장 상사인 상무 역[14]
- 김성경 : 이병준의 첫사랑, 보험관리사 직원[15]
- 천이슬 : 채린 역 - 서우진의 직장 동료, 신입사원.[16][17]
- 하이석 : 레스토랑 사장 역

#### 시즌 2
- 안희정 : 송채환의 친구 역[18][19]
- 최홍림 : 편의점 주인 역[20]
- 온유 - 남성 그룹 샤이니의 가수[2]
- 김진 : 젊은 이병준 역[21]
- 이성욱 : 트레이너 역[22]
- 안혜경 : 서우진의 첫사랑 역[23][24]
- 변서은 : 이병준 회사의 인턴 역[25]
- 오세준 : 진보라의 전 남친 역[26]
- 서효명 : 이병준의 조카 역[27]
- 최재환
- 엄현경
- 임세미
- 이아린
- 김권
- 최지헌
- 한그루
- 성준
- 정소민
- 지주연
- 서송희
- 최종률
- 김영광
- 윤주만
- 이재원

## 수상
- 2011년 한국독립제작사협회상 - 최우수 작품상[28]